# Svetlana Mojsov
Svetlana Mojsov – macedońsko-amerykańska chemiczka. 
Odkryła i opisała glukagonopodobny peptyd-1 (GLP-1) wraz z jego biologiczną aktywnością i naturalnym występowaniem. Hormon ten odpowiada za wydzielanie insuliny w trzustce. Dodatkowo zmniejsza łaknienie, w związku z czym znalazł zastosowanie w leczeniu cukrzycy (szczególnie typu 2) oraz otyłości. Peptyd znalazł się m.in. w leku opracowanym przez firmę Novo Nordisk pod kierunkiem Lotte Bjerre Knudsen. 
W 2024 roku nagrodzona Nagrodą Księżnej Asturii w dziedzinie badań naukowych i techniki oraz Nagrodą im. Alberta Laskera w dziedzinie klinicznych badań medycznych.